# Aspergillus salviicola
Aspergillus salviicola är en svampart som beskrevs av Udagawa, Kamiya & Tsub. 1994. Aspergillus salviicola ingår i släktet Aspergillus och familjen Trichocomaceae.   Inga underarter finns listade i Catalogue of Life.